# Ley del sello

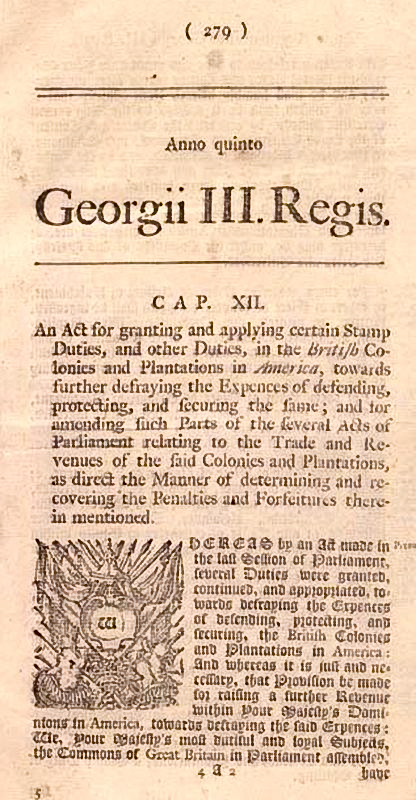
Noticia sobre la Ley del Sello en un periódico de 1765.

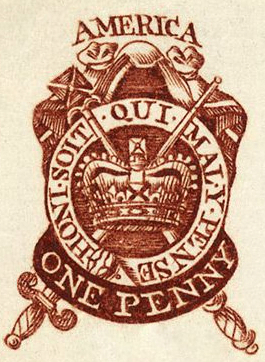
Sello de un penique derivado de la ley.

La ley del sello, ley del timbre o Stamp Act en inglés de 1765 (Duties in American Colonies Act 1765; 5 George III, c 12) fue una ley del Parlamento británico que suponía un impuesto directo y específico para las trece colonias americanas, que requería que la mayoría de los materiales impresos en las colonias se publicaran en papel sellado y producido en Londres (Inglaterra), timbrados con un sello fiscal en relieve. Estos materiales impresos eran documentos legales, revistas, periódicos y muchos otros tipos de papel utilizados en todas las colonias. Al igual que los impuestos anteriores, el impuesto a los sellos tenía que ser pagado en moneda británica vigente, no en papel moneda colonial. El objetivo del impuesto era ayudar a pagar a las tropas estacionadas en América del Norte después de la victoria británica en la guerra de los Siete Años y controlar la creciente libertad de prensa en las colonias. El Gobierno británico consideraba que las colonias eran los principales beneficiarios de esta presencia militar y que debían abonar por lo menos una parte de los gastos. Acabó con muchísimos periódicos, que no pudieron asumir los costes de esta censura económica. El más importante de ellos fue el llamado The Spectator, fundado por los diputados del parlamento Joseph Addison y Richard Steele.
Esta ley provocó una gran resistencia en las colonias, que no podían enviar representantes al Parlamento y, por lo tanto, no tenían ninguna influencia sobre los impuestos, su elevación, aplicación o forma de gasto. Muchos colonos consideraban una violación de sus derechos como miembros del Imperio británico el ser gravados sin su consentimiento, que sólo las legislaciones coloniales podían determinar. Las asambleas coloniales enviaron varias peticiones y protestas. El Congreso de la Ley del Sello, celebrado en Nueva York, fue la primera gran respuesta conjunta colonial a una medida británica, donde se solicitaba su revocación tanto al Parlamento como al rey Jorge III. Grupos locales de protesta, liderados por los comerciantes y terratenientes coloniales, establecieron conexiones a través de la correspondencia que creó una coalición amplia que se extendía desde Nueva Inglaterra hasta Georgia. Las protestas y manifestaciones iniciadas por los Hijos de la Libertad se tornaron a menudo violentas y destructivas. Muy pronto, todos los distribuidores de timbres fiscales fueron intimidados para que renunciasen a sus comisiones, y el impuesto nunca se cobró de forma efectiva.
La oposición a la Ley del sello no se limitaba a las colonias. Los comerciantes británicos y numerosos fabricantes, cuyas exportaciones a las colonias estaban amenazadas por los problemas económicos coloniales, exacerbados por el impuesto, también presionaron al Parlamento. Los sectores más afectados por esta ley (comerciantes, hombres de negocios, abogados, periodistas y clérigos) impulsaron un boicot que paralizó el comercio con la metrópoli e impidió que se pusiera en práctica la ley, que fue derogada finalmente el 18 de marzo de 1766 como una cuestión de conveniencia. Sin embargo, el Parlamento ratificó la facultad de legislar para las colonias «en todos los casos que fueran», también para la llamada Ley Declaratoria, que sostenía su legítimo derecho a obligar a las colonias a aceptar su legislación. A ello siguió una serie de nuevos impuestos y regulaciones, que también provocaron la oposición de los colonos.  
El episodio tuvo un papel importante en la definición de las quejas coloniales e inició los movimientos para la creación de una resistencia organizada que finalmente llevaría a la Revolución estadounidense de 1775.

Ejemplar de papel sellado en 1640 para la Real Audiencia de Quito.

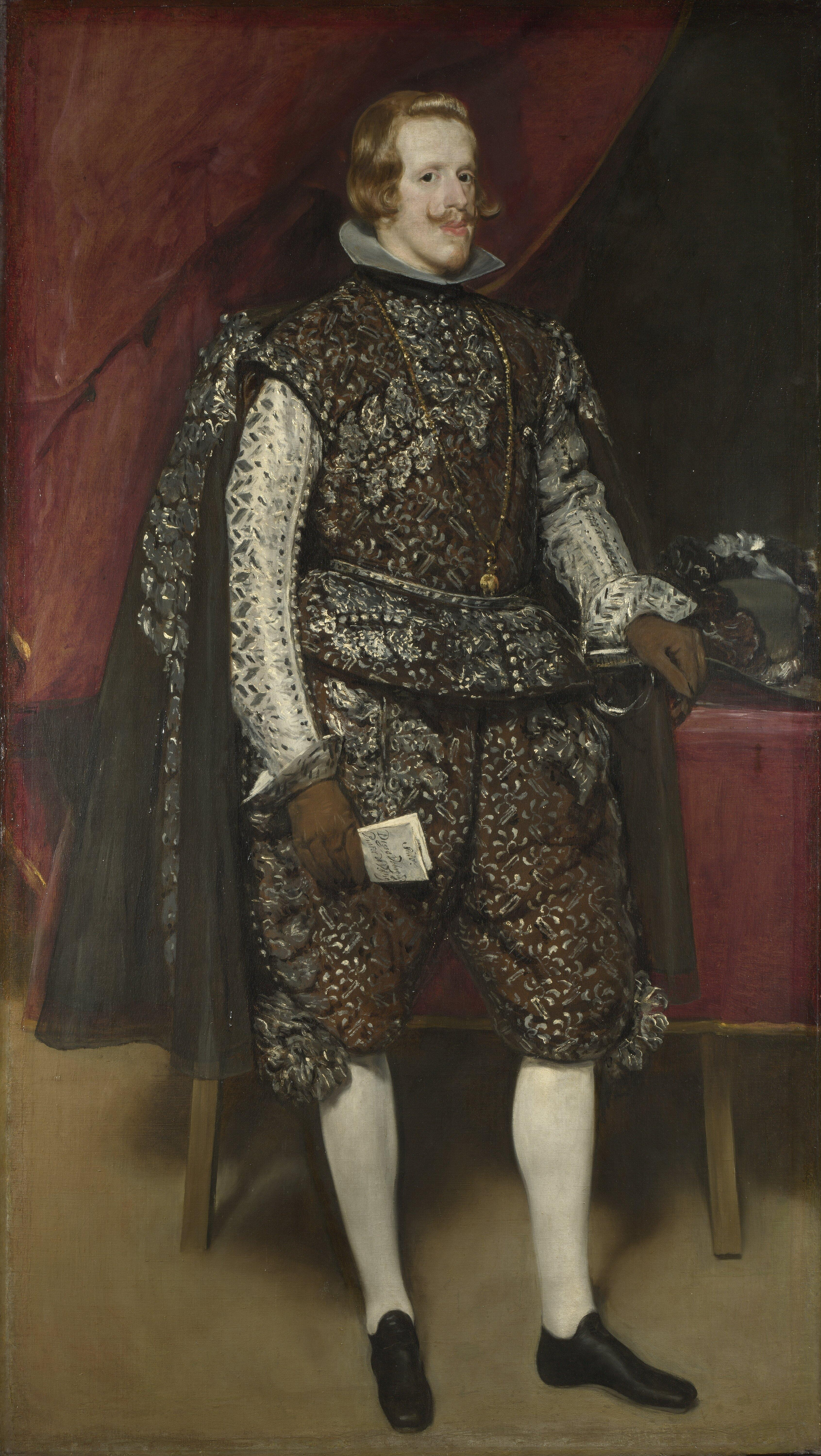
Felipe IV de España, en cuyo reinado las Cortes emitieron la ley del timbre, por Diego Velázquez

Esta ley inglesa se inspiró en la ley del papel sellado de España, que databa de 1632, cuando las Cortes de Castilla aprobaron el estanco del papel sellado, presentado como aplicación de los derechos y regalías del monarca, con objeto de mejorar la fiabilidad de las escrituras públicas y contribuir a los gastos de la monarquía.